# Gerhard Hendrik

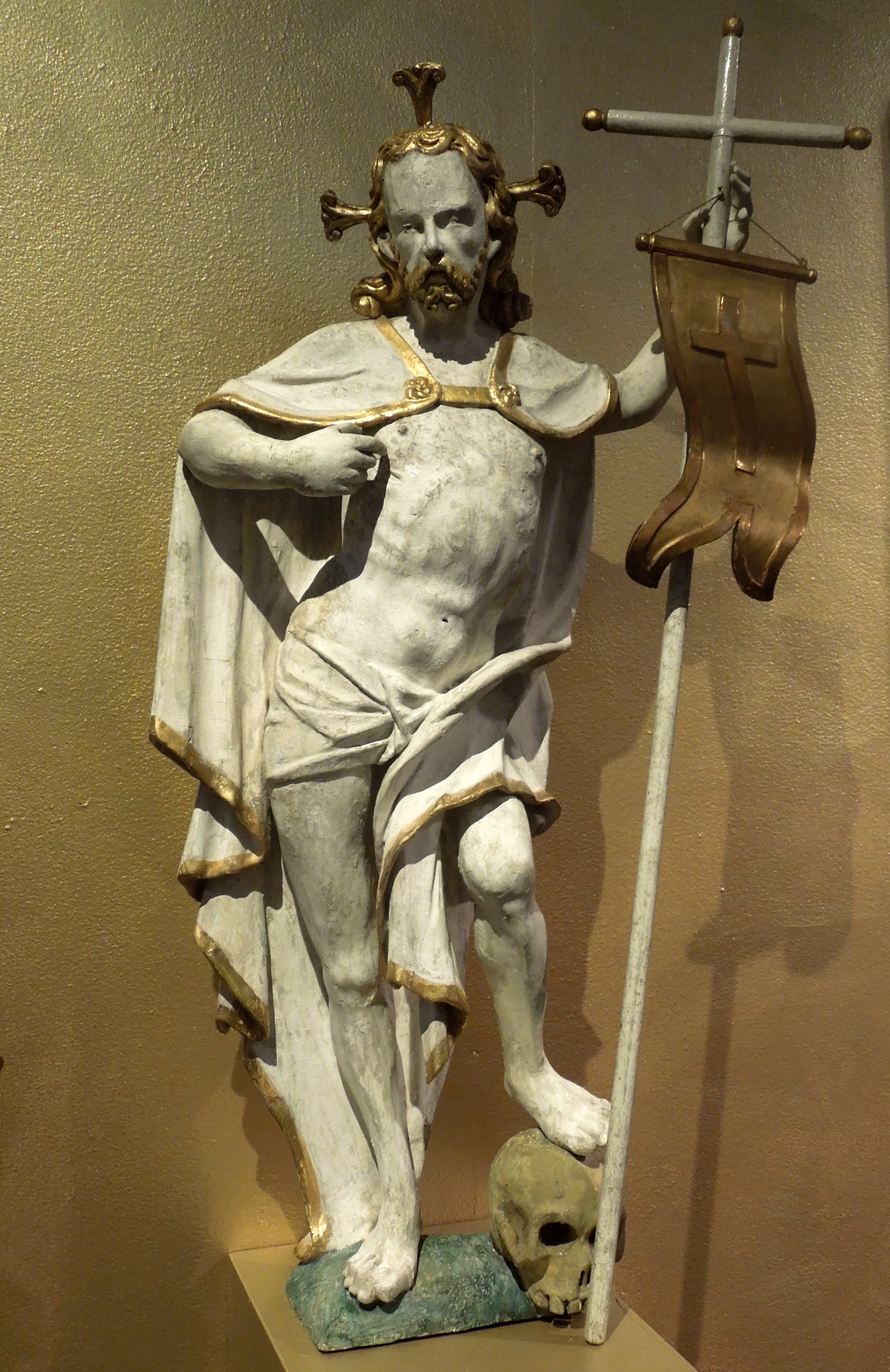
Chrystus Zmartwychwstały Muzeum Narodowe we Wrocławiu

Gerhard Hendrik (ur. 1559 w Amsterdamie, zm. 20 kwietnia 1615) – holenderski rzeźbiarz, uczeń swojego ojca; tworzył w Kilonii i Gdańsku, ostatnie 30 lat życia pracował we Wrocławiu. Autor licznych wrocławskich pomników nagrobnych, m.in. Johanna Cratona von Crafftheim, Caspra Heselera, Andreasa Duditha i Josepha von Rindfleisch, książąt Podiebradów z Oleśnicy i kilku biskupów. Twórca wyposażenia kościoła Świętej Trójcy  w Żórawinie pod Wrocławiem i pomnika nagrobnego Melchiora von Redern we Frýdlandzie. Zmarł w 1615 roku.